# Мартин Акоглян
Мартин Маркос Акоглян (на арменски: Մարտին „Մարկոս“ Ակողլյան) е арменски художник.
Популярен и с псевдонима Маркос.

## Биография
Мартин Акоглян е роден на 6 март 1958 година в Ереван, Армения, по това време част от Съветския съюз. В годините 1974 – 1977 учи в Колежа по изкуства при Панос Терлемезян, факултет по Изобразителни изкуства. От 2000 е член на Съюза на артистите в Армения, а от 2004 е член на асоциацията на художниците „Керпар“ и член на „Mairakaghak“.
Творби на Маркос Акоглян са изложени в Историческия музей на Ереван, в Държавния музей в Лачин, в Държавния музей в Ноймбер. Няколко негови картини има и във „Вентуорд Галерия“ в САЩ, както и в частни колекции в Англия, Канада, Израел, Франция и Русия.

## Изложби
от 1978 година насам Мартин Акоглян е имал множество изложби в различни държави.

### Групови изложби
- 1997 – 2000 няколко изложби
- 2001 „Данте в Арменското изкуство“, Италия
- 2001 „Християнска Армения“, посветена на 1700 годишнина на Християнството, Ереван
- 2003 Republic of Artsakh
- 2009 Изложба, посветена на 2791 годишнина на Ереван

### С асоциацията „Керпар“
- 2004 Париж изложба
- 2007 Folk Arts Center, Ереван
- 2007 Tekeyan Art Center, Ереван

### С асоциацията „Арменски артисти по света“
- 2010 Изложба, посветена на Великия Тигран, в Арменската национална галерия
- 2011 Изложба, посветена на 1050 годишнина на Ани
- 2011 Цветовете на Армения, Египет
- 2010 Цветовете на пролетта на Сюник, Ереван
- 2011 Арменска палитра, международна изложба
- 2012 Арменска палитра, международна изложба

## Самостоятелни изложби
- 2007 HayArt център, Ереван
- 2012 HayArt център, Ереван
- 2016 Горис, общинска галерия